# Řetůvka
Řetůvka (německy Klein Ritte) je obec v okrese Ústí nad Orlicí v Pardubickém kraji. Obec leží na křižovatce silnice třetí třídy z Řetové a silnice druhé třídy (II/360) z Litomyšle přes Sloupnici do Ústí nad Orlicí. Z křižovatky odbočuje slepá ulice, patřící obci, která se táhne malebným údolím s potokem Řetůvka (někdy též Řetovka nebo Husí krk). Podél slepé ulice leží stěžejní část osídlení obce. Žije zde 282 obyvatel.
Leží asi deset kilometrů severně od Litomyšle, devět kilometrů severozápadně od České Třebové a 3,5 kilometru jihozápadně od Ústí nad Orlicí.

## Název
Název obce v minulosti byl Malá Řetová, který byl v roce 1924 změněn na Řetůvka.

## Historie
První písemná zmínka o obci pochází z roku 1292.

## Obyvatelstvo
| Rok            | 1869 | 1880 | 1890 | 1900 | 1910 | 1921 | 1930 | 1950 | 1961 | 1970 | 1980 | 1991 | 2001 | 2011 | 2021 |
| -------------- | ---- | ---- | ---- | ---- | ---- | ---- | ---- | ---- | ---- | ---- | ---- | ---- | ---- | ---- | ---- |
| Počet obyvatel | 606  | 682  | 665  | 644  | 605  | 535  | 551  | 417  | 400  | 396  | 324  | 248  | 237  | 271  | 244  |
| Počet domů     | 90   | 90   | 87   | 88   | 89   | 90   | 99   | 108  | 108  | 105  | 98   | 118  | 118  | 118  | 124  |

## Obecní správa
Dne 1. ledna 1989 byla obec v souladu se strategií rušení malých obcí a jejich připojování k větším připojena k sousednímu okresnímu městu Ústí nad Orlicí. Hned po pádu komunistického režimu si ale občané obce zvolili cestu k opětovnému osamostatnění, ke kterému došlo k 24. listopadu 1990.
V pěti volebních obdobích od roku 1990 se vystřídalo pět starostů obce:
- 1990–1994 – Stanislav Hudec
- 1994–1998 – Vojtěch Kodytek
- 1998–2002 – Martin Kapoun
- 2002–2006 – Jiří Chadraba
- 2006–2010 – Ing. Pavel Bělovský
- 2010–2018 – Radka Hudcová
- od r. 2018 – Ing. Pavel Bělovský

### Obecní symboly
Znak a vlajka byly obci uděleny rozhodnutím předsedy Poslanecké sněmovny Parlamentu České republiky dne 22. listopadu 2001.

## Sport
Od roku 1990 pořádá místní TJ Sokol tradiční cykloturistickou akci Řetůvský pedál, která se koná vždy třetí červnovou sobotu. Jedná se o cyklistický výlet připravenými silničními trasami směrem na Českomoravskou vrchovinu a horskými trasami okolím Řetůvky. Od roku 1999 se zároveň koná cílová jízda „Hledej Řetůvku!“, při níž je smyslem dojet odkudkoliv do Řetůvky.

## Doprava
Nachází se zde jedna autobusová zastávka:
- Řetůvka, křižovatka

## Pamětihodnosti
- Kaple svatého Václava
- Hřbitov s márnicí
- Boží muka

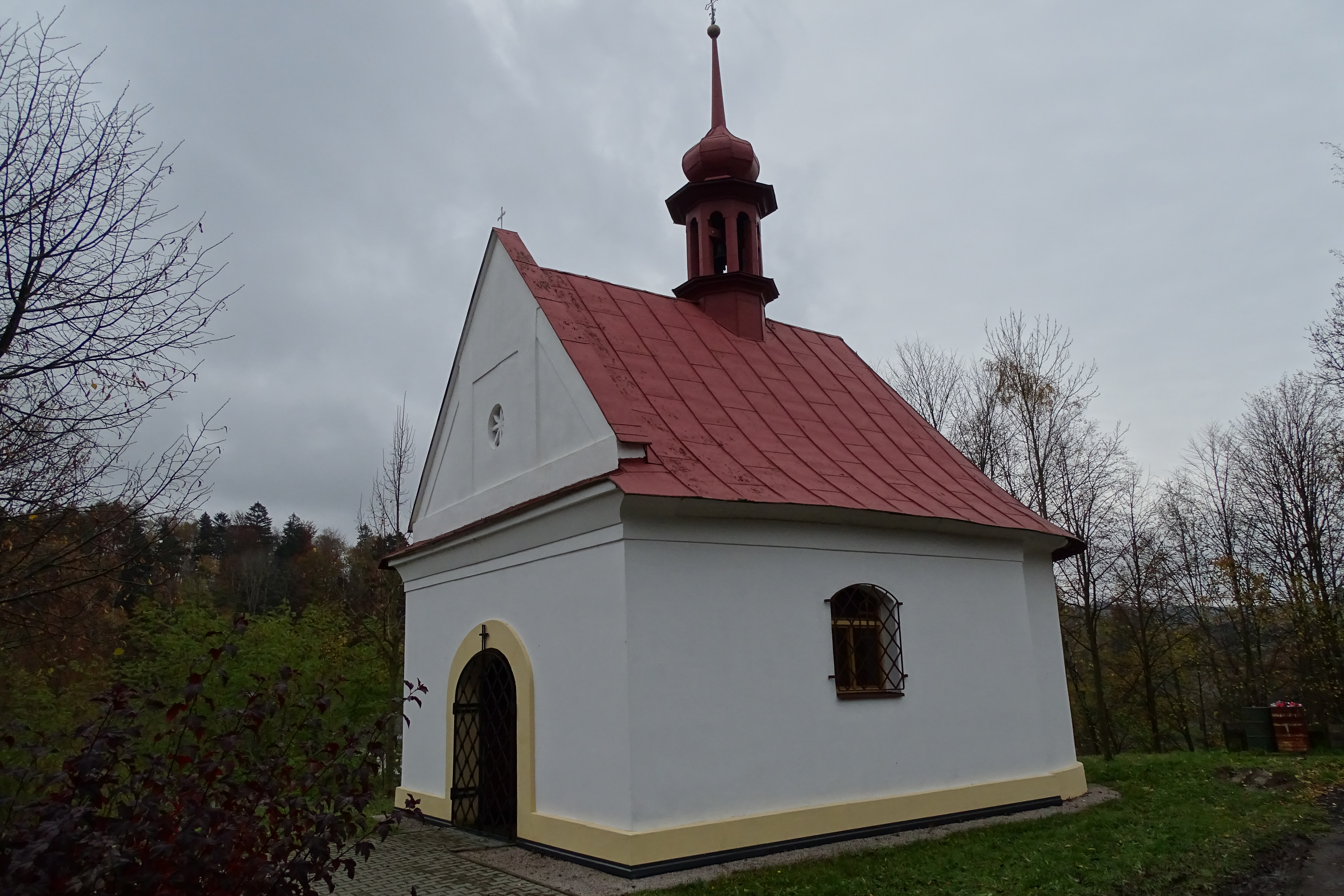
Kaple svatého Václava

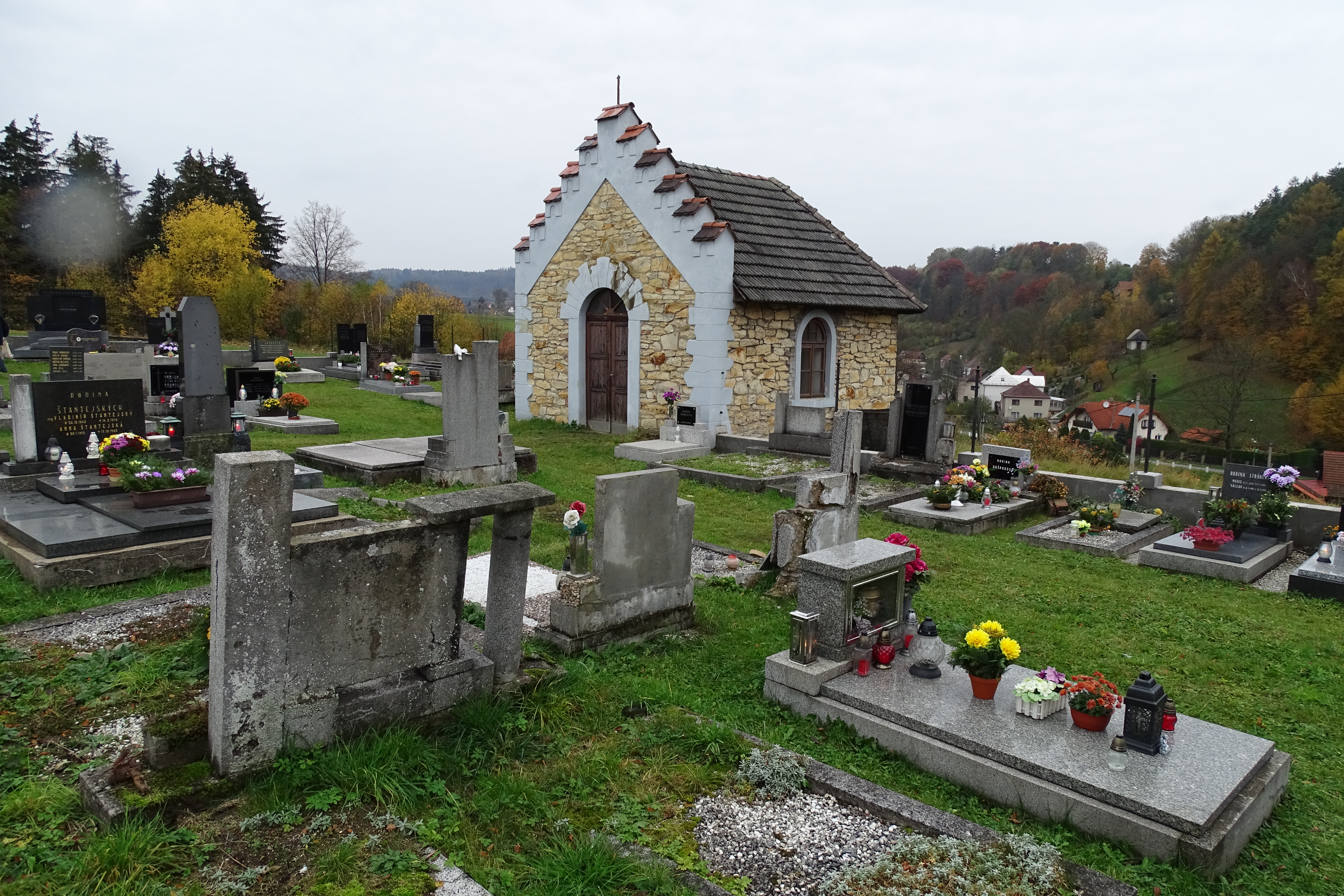
Hřbitov s márnicí

- Kamenný kříž na hřbitově s nápisem: "Já jsem cesta / pravda i život / kdo věří ve mne / byť i zemřel / živ bude navěky"
- Železný kříž s podstavcem a nápisem: " Postaveno L. P. 1859 / k / oslavení Boha / Spasitele Ježíše Krista / od obce / Malo Řetovské"
- Pomník padlým vojákům v První světové válce
- Bývalá škola, dnes obecní úřad
- Hasičská zbrojnice se znakem a letopočtem 1886
- Mlýn č. p. 33 a řada historických domů[8]

## Okolí
Obec leží v údolí společně s obcemi Řetová a Přívrat, které se nacházejí jižněji.
Nedaleko Řetůvky se tyčí vrchol Andrlův chlum (560 m).

## Galerie

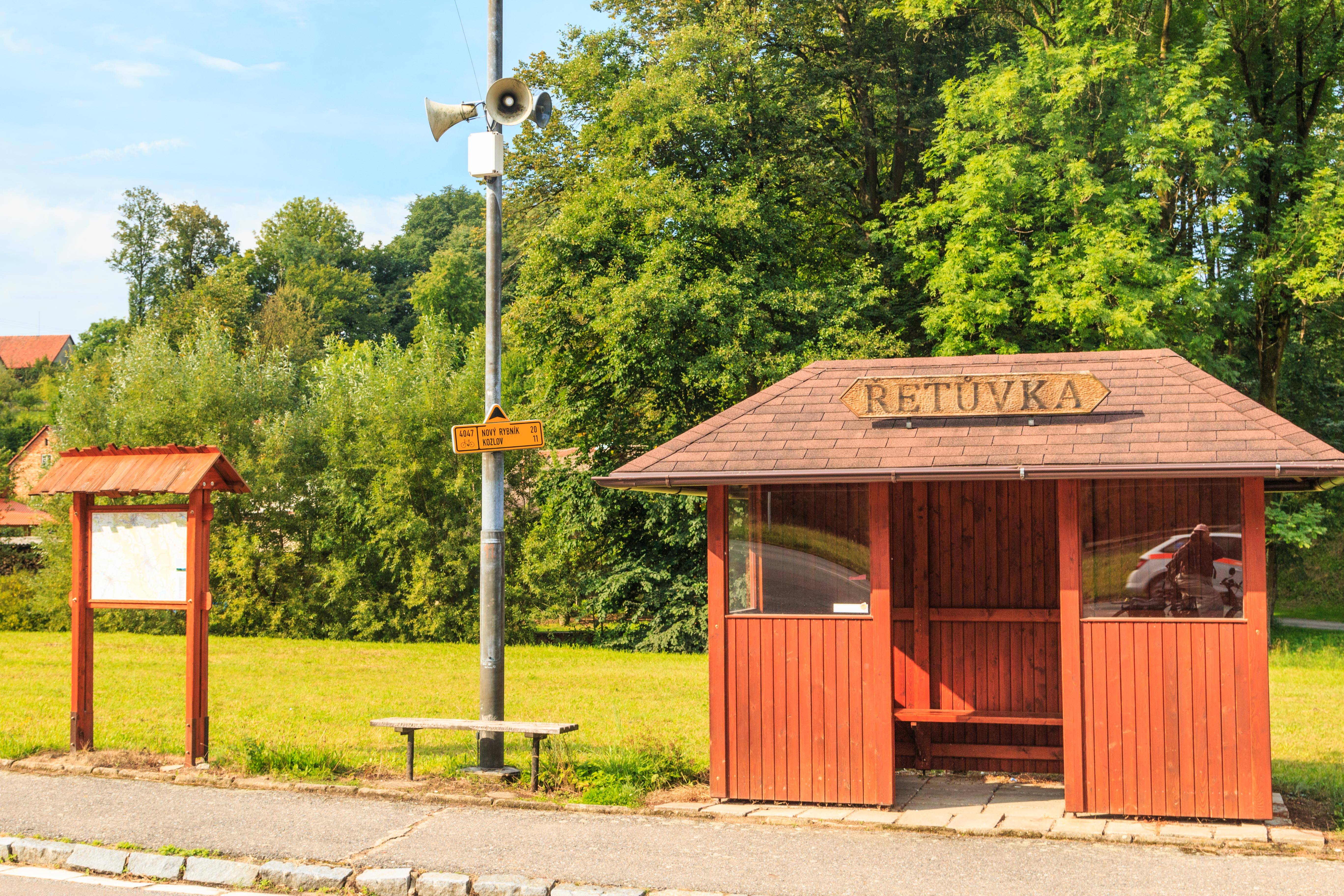
Autobusová zastávka
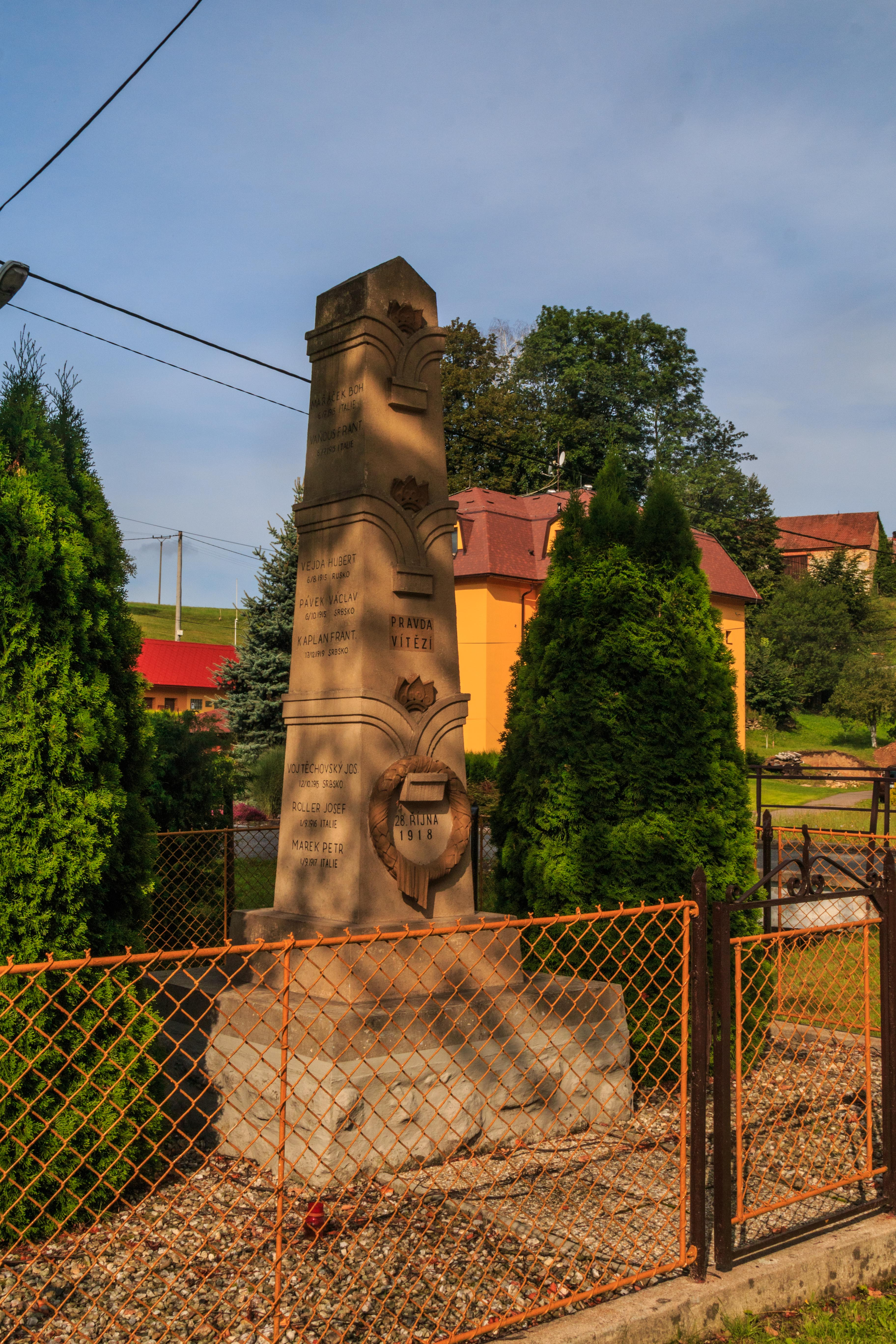
Pomník padlým
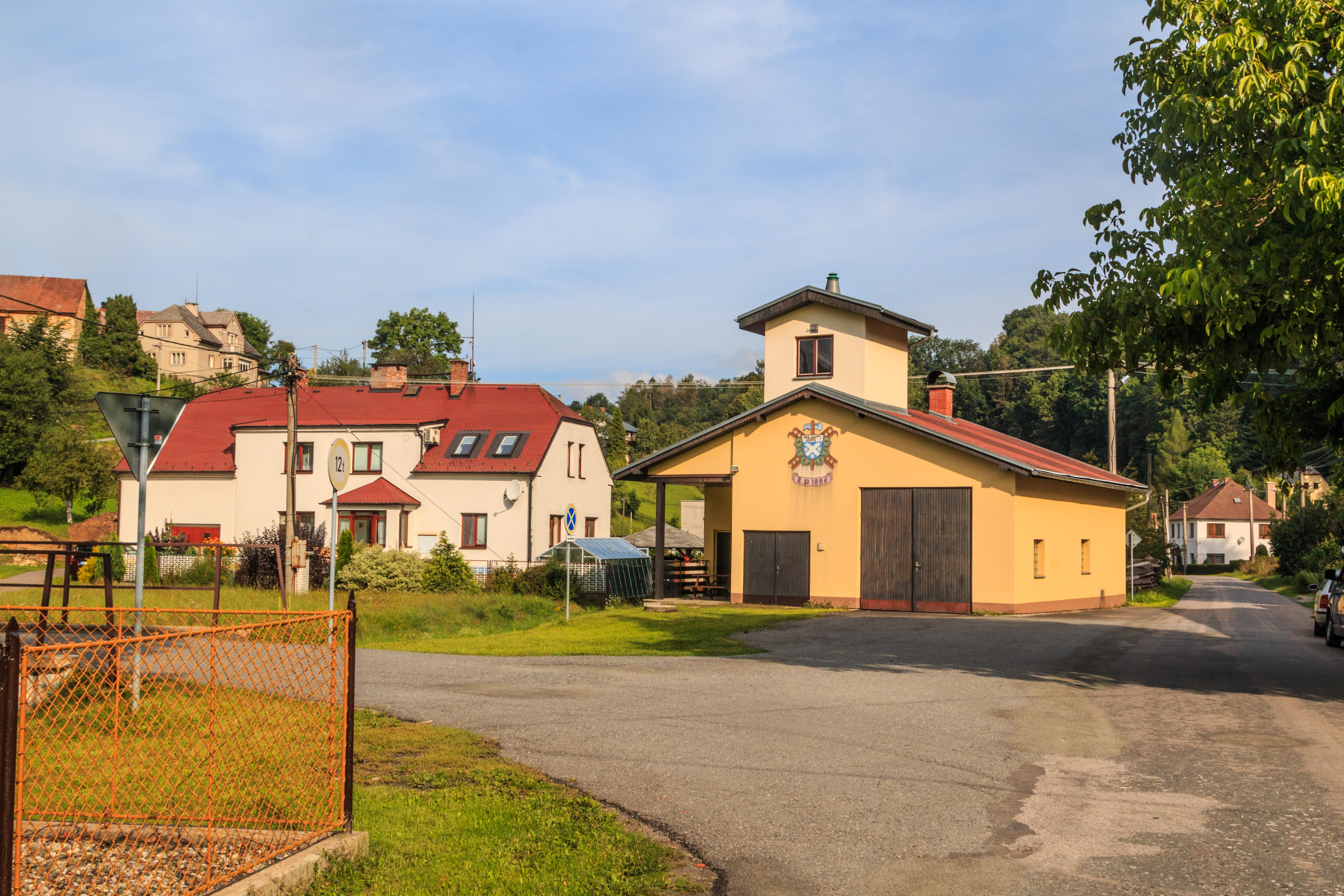
Hasičská zbrojnice
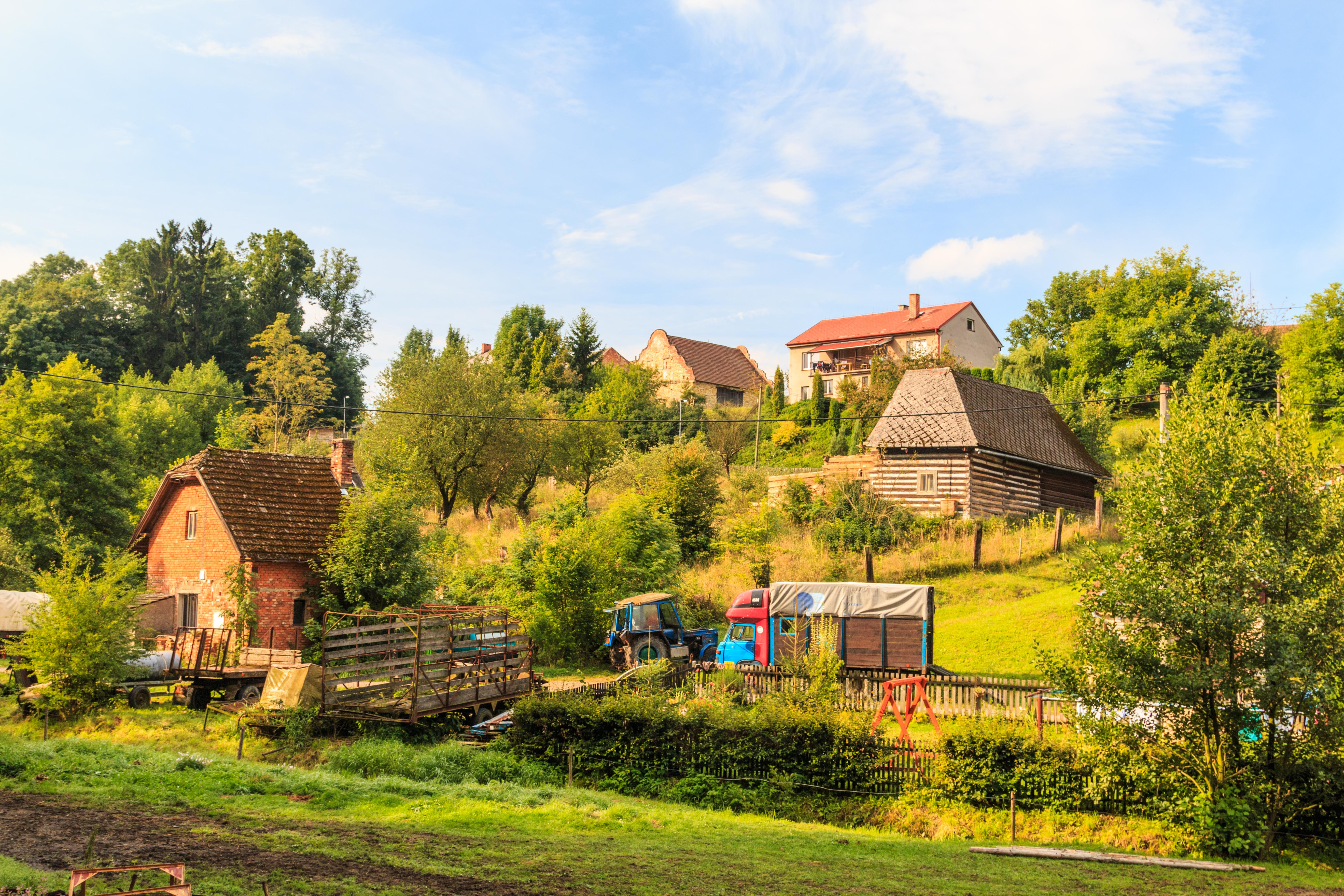
Dům čp. 5
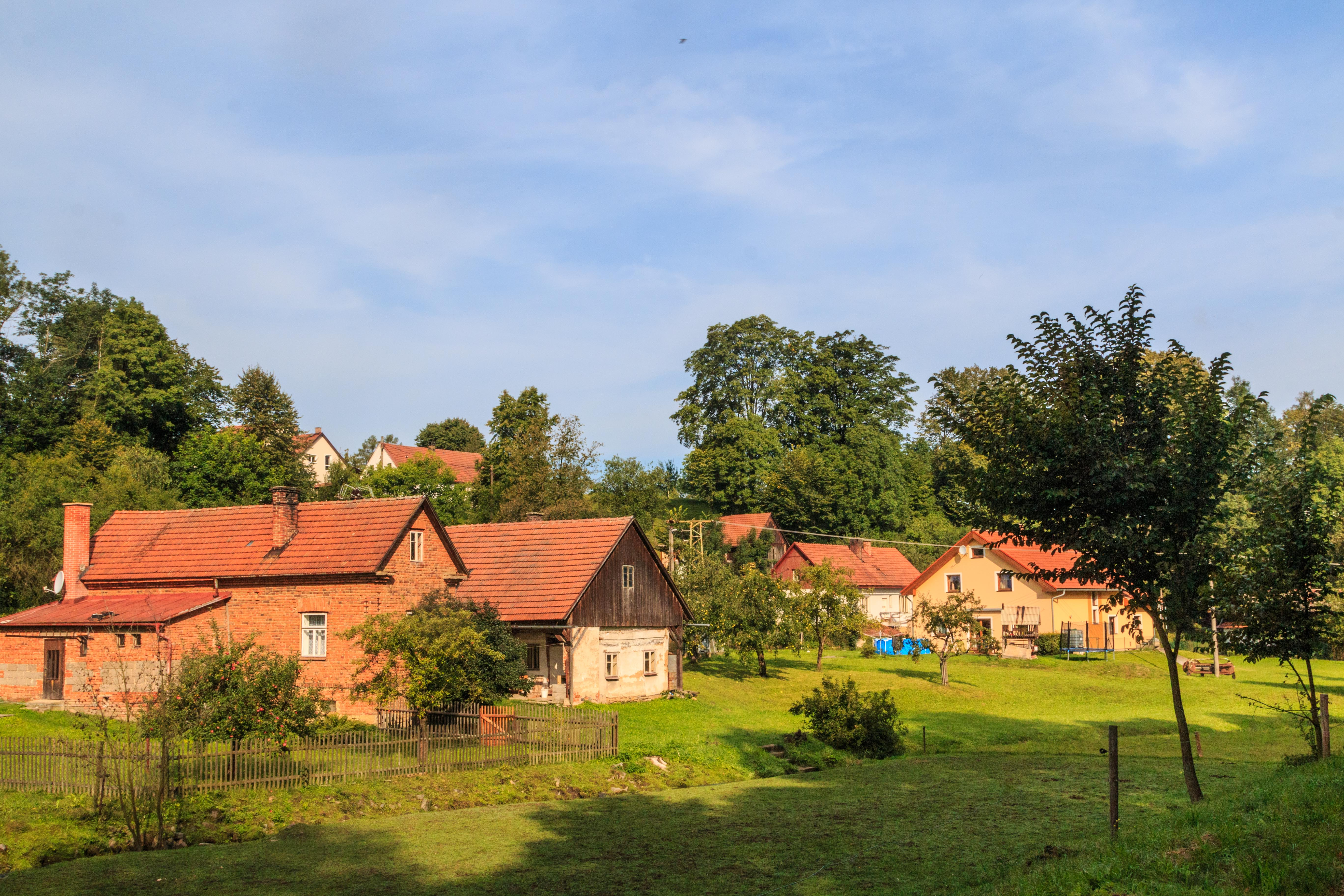
Dům čp. 123
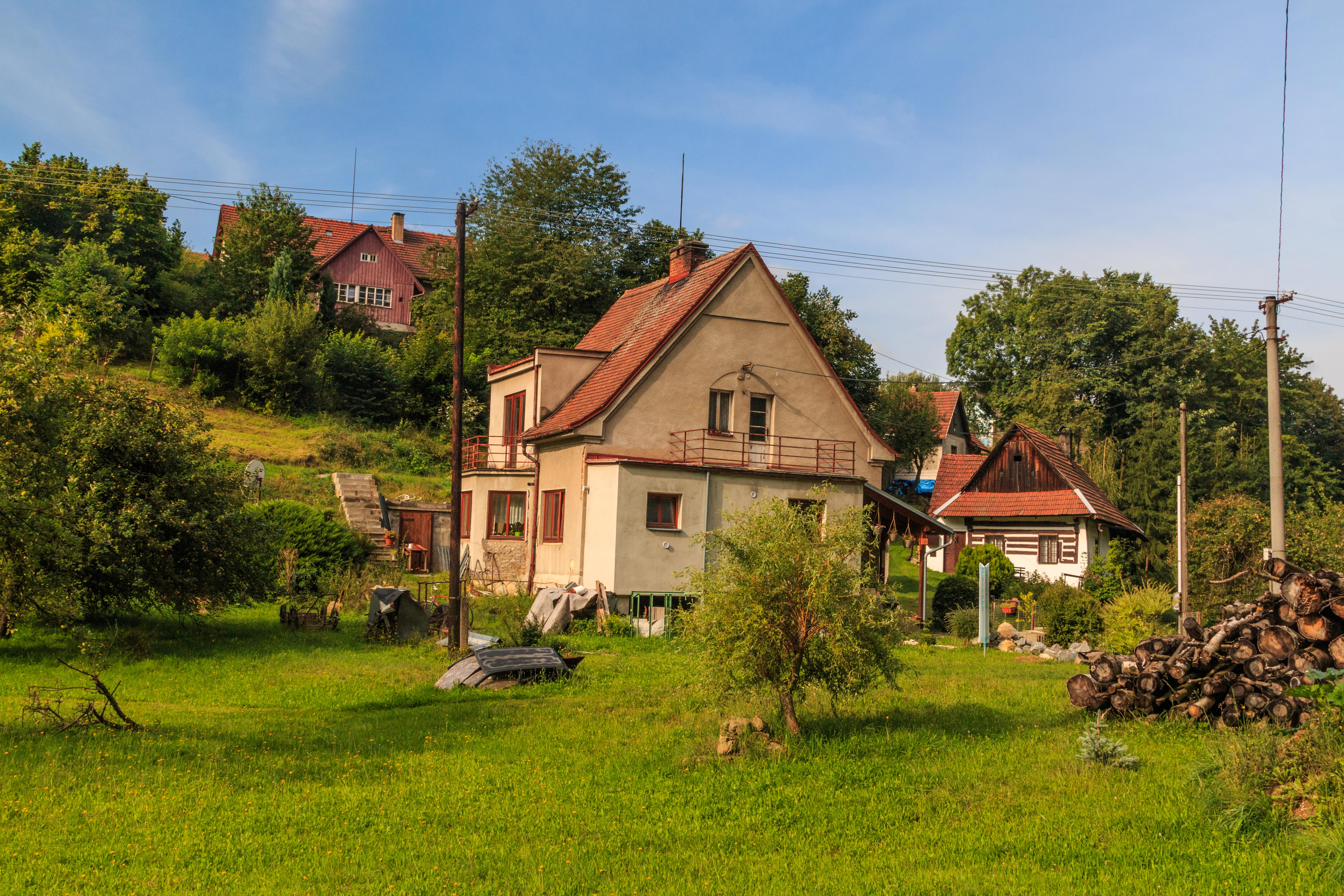
Dům čp. 69
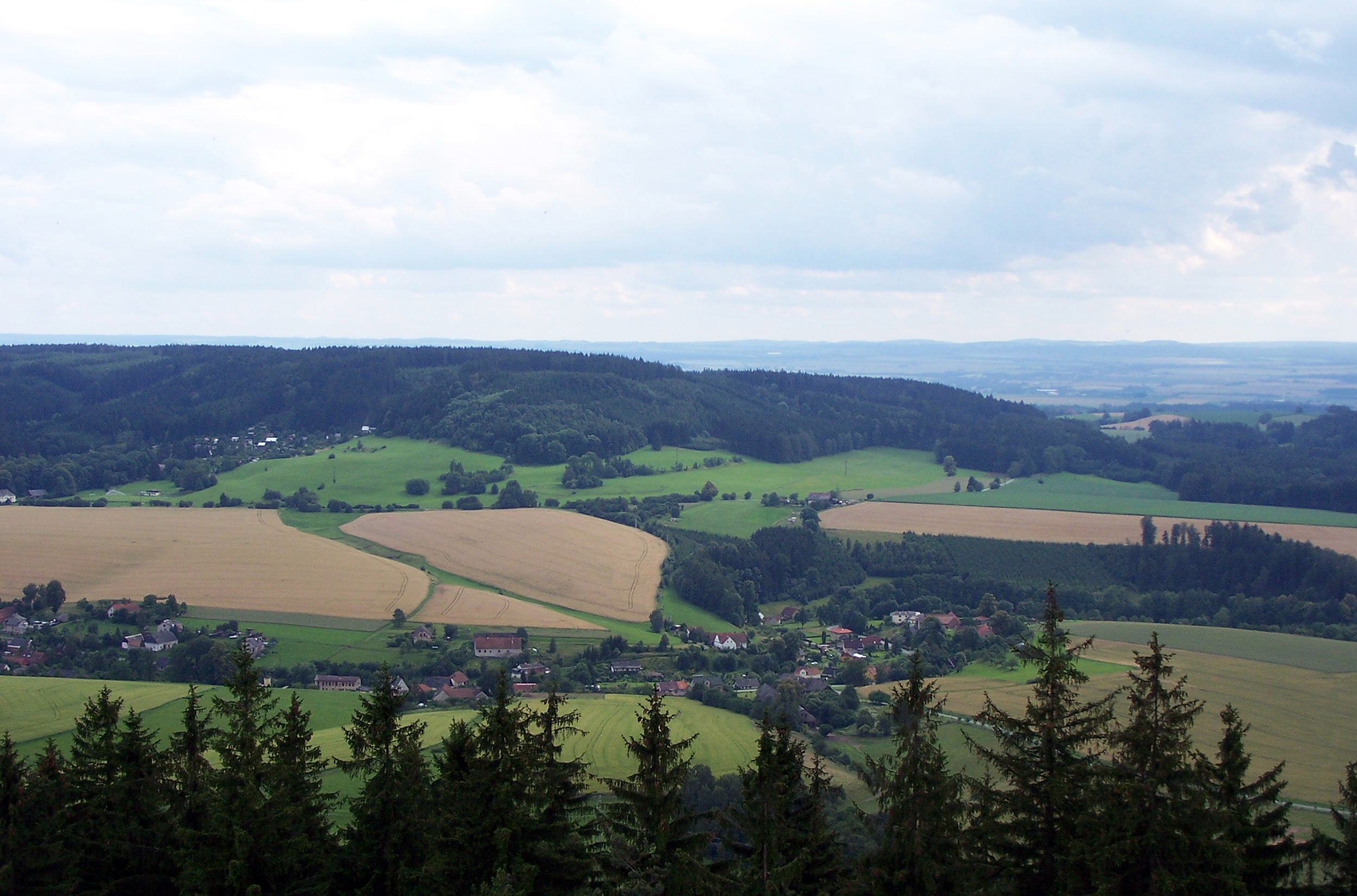
Pohled na vesnici